# ساغ هاربور (نيويورك)
ساغ هاربور (بالإنجليزية: Sag Harbor, New York)‏ هي منطقة سكنية تقع في الولايات المتحدة في مقاطعة سوفولك، نيويورك. يقدر عدد سكانها بـ 2,169 نسمة ومساحتها 6.0 كم2 وترتفع عن سطح البحر 8 متر.

## التركيبة السكانية
حدّد مكتب تعداد الولايات المتحدة بيانات التركيبة السكانية لساغ هاربور في تعداد الولايات المتحدة. في ما يلي، التركيبة السكانية حسب تعدادي 2000 و2010.

### تعداد عام 2000
بلغ عدد سكان ساغ هاربور 2,313 نسمة بحسب تعداد عام 2000، وبلغ عدد الأسر 1,120 أسرة وعدد العائلات 583 عائلة مقيمة في القرية. في حين سجلت الكثافة السكانية 384.2 نسمة لكل كيلومتر مربع (995.1/ميل2). وبلغ عدد الوحدات السكنية 1,942 وحدة بمتوسط كثافة قدره 322.6 لكل كيلومتر مربع (835.5/ميل2).
وتوزع التركيب العرقي للقرية بنسبة 85.78% من البيض و7.44% من الأمريكيين الأفارقة و0.52% من الأمريكيين الأصليين و0.95% من الأمريكيين ذوي الأصول الآسيوية و2.72% من الأعراق الأخرى و2.59% من عرقين مختلطين أو أكثر و7.31% من الهسبانيون أو اللاتينيون من أي عرق.
بلغ عدد الأسر 1,120 أسرة كانت نسبة 20% منها لديها أطفال تحت سن الثامنة عشر تعيش معهم، وبلغت نسبة الأزواج القاطنين مع بعضهم البعض 39.6% من أصل المجموع الكلي للأسر، ونسبة 9.4% من الأسر كان لديها معيلات من الإناث دون وجود شريك، بينما كانت نسبة 3.1% من الأسر لديها معيلون من الذكور دون وجود شريكة وكانت نسبة 47.9% من غير العائلات. تألفت نسبة 40.7% من أصل جميع الأسر من عدة أفراد يعيشون في نفس المنزل ونسبة 18.4% كانت تتألف من شخص يعيش بمفرده يبلغ من العمر 65 عاماً أو أكثر. وبلغ متوسط حجم الأسرة المعيشية 2.06، أما متوسط حجم العائلات فبلغ 2.81.
بلغ العمر الوسطي للسكان 46.3 عاماً. وكانت نسبة 16.5% من القاطنين تحت سن الثامنة عشر، وكانت نسبة 5.4% بين الثامنة عشر والرابعة والعشرين عاماً، ونسبة 25.4% كانت واقعةً في الفئة العمرية ما بين الخامسة والعشرين والرابعة والأربعين عاماً، ونسبة 28.6% كانت ما بين الخامسة والأربعين والرابعة والستين، ونسبة 24.1% كانت ضمن فئة الخامسة والستين عاماً فما فوق. يوجد لكل 100 أنثى 91.5 ذكر، ويوجد لكل 100 أنثى في الثامنة عشر من عمرها فما فوق 89.7 ذكر.
بلغ متوسط دخل الأسرة في القرية 52,275 دولارًا، أما متوسط دخل العائلة فبلغ 70,536 دولارًا. وكان متوسط دخل الذكور 41,181 دولارًا مقابل 34,750 دولارًا للإناث. وسجل دخل الفرد الخاص بالقرية 40,566 دولارًا. وكانت نسبة 1.8% من العائلات ونسبة 4.2% من السكان تحت خط الفقر، وكان من هؤلاء نسبة 1.9% تحت سن الثامنة عشر ونسبة 3.8% في الخامسة والستين من العمر وما فوق.

### تعداد عام 2010
بلغ عدد سكان ساغ هاربور 2,169 نسمة بحسب تعداد عام 2010، وبلغ عدد الأسر 1,000 أسرة وعدد العائلات 515 عائلة مقيمة في القرية. في حين سجلت الكثافة السكانية 360.3 نسمة لكل كيلومتر مربع (933.2/ميل2). وبلغ عدد الوحدات السكنية 1,941 وحدة بمتوسط كثافة قدره 322.4 لكل كيلومتر مربع (835.0/ميل2).
وتوزع التركيب العرقي للقرية بنسبة 87% من البيض و7.24% من الأمريكيين الأفارقة و1.01% من الأمريكيين الأصليين و1.43% من الأمريكيين ذوي الأصول الآسيوية و1.75% من الأعراق الأخرى و1.57% من عرقين مختلطين أو أكثر و13.14% من الهسبانيون أو اللاتينيون من أي عرق.
بلغ عدد الأسر 1,000 أسرة كانت نسبة 23.1% منها لديها أطفال تحت سن الثامنة عشر تعيش معهم، وبلغت نسبة الأزواج القاطنين مع بعضهم البعض 37.9% من أصل المجموع الكلي للأسر، ونسبة 9.9% من الأسر كان لديها معيلات من الإناث دون وجود شريك، بينما كانت نسبة 3.7% من الأسر لديها معيلون من الذكور دون وجود شريكة وكانت نسبة 48.5% من غير العائلات. تألفت نسبة 39.2% من أصل جميع الأسر من عدة أفراد يعيشون في نفس المنزل ونسبة 18.5% كانت تتألف من شخص يعيش بمفرده يبلغ من العمر 65 عاماً أو أكثر. وبلغ متوسط حجم الأسرة المعيشية 2.15، أما متوسط حجم العائلات فبلغ 2.86.
بلغ العمر الوسطي للسكان 47.3 عاماً. وكانت نسبة 17.2% من القاطنين تحت سن الثامنة عشر، وكانت نسبة 6.3% بين الثامنة عشر والرابعة والعشرين عاماً، ونسبة 23% كانت واقعةً في الفئة العمرية ما بين الخامسة والعشرين والرابعة والأربعين عاماً، ونسبة 32.7% كانت ما بين الخامسة والأربعين والرابعة والستين، ونسبة 20.8% كانت ضمن فئة الخامسة والستين عاماً فما فوق. وتوزع التركيب الجنسي للسكان بنسبة 46.9% ذكور و53.1% إناث.

## أعلام
- هنري أغسطس ريفيس
- هنري بيلنغز
- جورج ستيرلينغ
- جيمس سالتر
- بيتر براونغاردت
- ويليام مولفيل
- أوليفيا وارد بوش
- بيل فينيغان
- دون برينكلي